# هورنی نیتتشیتسه
هورنی نیتتشیتسه (به چکی: Horní Nětčice) یک منطقهٔ مسکونی در جمهوری چک است که در ناحیه پرروف واقع شده‌است. هورنی نیتتشیتسه ۴٫۴۹ کیلومتر مربع مساحت و ۲۲۲ نفر جمعیت دارد و ۳۱۲ متر بالاتر از سطح دریا واقع شده‌است.